# Kameleoni (glasbena skupina)
Kameleoni so bili slovenska glasbena skupina, ustanovljena leta 1965 v Kopru. Štirje gimnazijci: Danilo Kocjančič, Jadran Ogrin, Marjan Malikovič in Tulio Furlanič so bili inštrumentalno bolj šibki, zato pa so se jim glasovi presenetljivo ujemali, kar je bilo za igranje skladb Beatlov in The Mammas and Papas zelo koristno. Mladinski klub v OF 12 v Kopru je bil kraj njihovega prvega nastopa. V Piranu se jim je po nastopu pridružil še Vanja Valič (dijak Pomorske šole v Piranu), ki je prevzel harmonije.
Zasedba se prvi dve leti ni spreminjala: Jadran Ogrin (bas), Marjan Malikovič (solo kitara), Danilo Kocjančič (ritem kitara), Tulio Furlanič (bobni) in Vanja Valič (klaviature) so izpilili igranje in petje do takšne stopnje, da so se jim odprla tudi vrata snemalnega studia Radia Koper. Producenti in snemalci so pred snemanji dobro preposlušali originalne izvedbe in potem iz starih aparatur izvabili zvoke, da je bilo težko ločiti Kameleone od originalov. Tako so prodrli tudi na radijske valove, seveda pa so bili posebej njihovi živi nastopi tisto, kar jih je poneslo na vrh jugoslovanske glasbene scene. Pravi preboj na vsejugoslovansko sceno jim je sicer uspel 1966, ko so kot popolnoma neznani novinci na Festivalu VIS (vokalno-instrumentalnih skupin) Zagreb '66, delili prvo mesto z že priznano skupino Roboti, kar je povzročilo precejšnje razburjenje v glasbenih medijih.
Sledili so izredni nastopi na kitariadah v Zagrebu in Beogradu, končno pa tudi nastopi v Hali Tivoli in v Mariboru. Leta 1968 so nastopili v milanski diskoteki Piper, ki je takrat slovela kot nekakšno kultno zbirališče glasbenikov evropskega razreda. Sledile so ponudbe gramofonske hiše RCA, vendar so iskali zvezo s samimi The Beatles. Njihovi posnetki so prišli celo do Paula McCartneyja, ko pa je bilo treba nadaljevati je zmanjkalo denarja za bivanje v Londonu.
Kameleoni so bili predvsem generacijski bend. Z njimi in ob njih se je cela generacija osvobajala spon povojnega monumentalizma – idejnega in kulturnega. Z njimi je občutila »drugačno« mladost, z njimi je spoznala svet, z njimi je doživela toliko kot nikoli prej in kasneje.
Zaradi služenja vojaškega roka, ki je čakalo vse člane skupine je skupina že 1968 razpadla.
Danilo Kocjančič je takoj po zatonu Kameleonov 1968 ustanovil skupino Danilo in Novi kameleoni v sestavi Danilo Kocjančič (vokal), Gabriele Lorenzi (orgle), Aldo Berliaffa (bobni), Drago Dellabernardina (kitara), Woltheyo Moretto (bas kitara). Ker so bili člani iz kar treh držav, kar je bilo izredno težko uskladiti, je skupina delovala le kake pol leta.

## Prelet diskografije
Leta 1967 so za založbo Diskos iz Aleksandrovca posneli prvo malo ploščo na 45 obratih Šampioni Jugoslavije s štirimi pesmimi, med katerimi je bila najbolj popularna »Sjaj izgubljene ljubavi«. Naklada je bila 16.000 izvodov in od tega prodanih 12.000, kar je bilo za tiste čase in za to okolje ogromno. Poleg že omenjene »Sjaj izgubljene ljubavi« sta bili na plošči še avtorski »Looking For Me« in »La Felicita« ter predelava »See See Rider«. 
Jugoton iz Zagreba je istega leta izdal drugo malo ploščo Kameleonov na 45 obratov z naslovom Dedicated to The One I Love. Producent je bil Veljko Despot, naklada pa 20.000 izvodov. Na plošči sta bili avtorski skladbi »Story of my brown friend« in »Gdje si ljubavi« ter predelavi »Dedicated to the One I Love« in »Too much on my mind«.
Tik pred koncem so v spremenjeni zasedbi (Goran Tavčar in Ivo Mojzer) izdali še tretjo malo ploščo Sunny Cry z glasbo iz filma Sončni krik Boštjana Hladnika.
Kameleoni so se še nekajkrat priložnostno zbrali, ob enem izmed tovrstnih reunionov, leta 1981, so za RTV Ljubljana izdali tudi veliko ploščo z devetimi skladbami, ki je pa naletela na zelo negativne kritike in posledično tudi na mlačen odziv. 
Leta 1995 je založba Helidon Ljubljana leta 1995 izdala CD Za vse generacije. Na tej digitalni plošči, ki jo je produciral Jadran Ogrin, so samo nove pesmi.
Kompilacijska CD plošča Kameleoni 66 - 67 iz leta 1994 je predvsem materializacija spomina na 60-leta, na njej so originalni posnetki v mono tehniki iz šestdesetih let. V glavnem so posnetki iz glasbenega arhiva Radia Koper.

## Diskografija
- Šampioni Jugoslavije, Diskos, 1967
- Dedicated to the One I Love, Jugoton, 1967
- Sunny Cry - Muzika iz filma "Sončni krik", Jugoton, 1968
- Kameleoni, ZKP RTV Ljubljana, 1981
- Kameleoni 66-67, Helidon, 1994
- Za vse generacije, Helidon, 1995
- Kameleoni, ZKP RTV Slovenija, 2006
- The Ultimate Collection, Croatia Records, 2011
- Jugoton istočno od raja - Original EP Collection, Croatia Records, 2014 
  - CD ponatis Dedicated to the One I Love, Jugoton, 1968
  - CD ponatis Sunny Cry - Muzika iz filma "Sončni krik", Jugoton, 1968